# Allakaye
Allakaye est une localité et une commune rurale du Niger, du département de Bouza, région de Tahoua.

## Géographie
Allakaye est située à 40 km à l'ouest du chef-lieu départemental Bouza.  
| Tamaské      | Garhanga | Déoulé |
| Badaguichiri | Allakaye | Bouza  |
| Doguéraoua   | Tama     |        |

## Histoire
La commune rurale de Allakaye instaurée en 2002 est issue de la partie ouest du canton de Bouza. 

## Population
Lors du recensement général de 2012, la population communale est relevée à 80 280 habitants. La localité compte 7 363 habitants en 2012.

## Services et infrastructures
- Centre de Santé Intégré (CSI) à Allakaye, Angoual Dénia et Tadoupta.
- Collège d'enseignement général (CEG) à Allakaye,
- Centre de formation des métiers (CFM) à Allakaye.